# Jelení hora
Der Jelení hora (deutsch Hassberg, nicht zu verwechseln mit Jelenia Góra, früher Hirschberg, in Niederschlesien) ist ein 994 m hoher Berg des Erzgebirges in der Aussiger Region auf dem Territorium der Tschechischen Republik.

## Lage
Der Berg liegt im Okres Chomutov zwischen Annaberg-Buchholz und Chomutov südöstlich der Gemeinde Kryštofovy Hamry (Christophhammer). Er erhebt sich über das weite Tal der Preßnitz mit der Talsperre Preßnitz, die sich heute an der Stelle der ehemaligen Bergstadt Přísečnice (Preßnitz) südwestlich des Berges befindet.
Markant ist die steile, schmale und nur teilweise bewaldete Kuppe des Berges, welche sich über die weiten Hochflächen des Erzgebirgskammes erhebt und so eine gute Aussicht ins Obere Erzgebirge und eingeschränkt bis ins Egertal ermöglicht.

## Geologie
Der Berg ist aus Nephelinit und Andesit aufgebaut, einem vulkanischen Gestein, das hier unregelmäßige sechseckige Säulen bildet und vermutlich im Tertiär im Zuge effusiver Vulkantätigkeit entstand. 300 Meter nordwestlich findet sich ein weiterer Gang desselben Gesteins. Durch Bodenfließen haben sich ausgedehnte Geröllmassen an den Hängen des Hügels verteilt.

## Geschichte
Gräfin Gabriela Buquoy ließ in den 1830er Jahren ein hölzernes Aussichtshäuschen auf dem Gipfel errichten, in welchem eine Treppe zu einer Plattform auf dem Dach führte. Neben diesem Bau befand sich eine Alarmstange. Stange und Häuschen, welches 1852 erneuert worden war, wurden Ende der 1880er Jahre abgebrochen. Nach einem Bericht von 1924 stand seinerzeit ein Holzgerüstpyramide auf dem höchsten Punkt. Gemäß einer Beschreibung des gleichen Autors von 1930, wurde 1928 eine 18 Meter hohe Beobachtungspyramide auf dem Gipfel errichtet, die er 1933 wiederholt erwähnt. Näheres ist jedoch nicht bekannt.

## Burgstall Haßberg (Jelení hora)
Auf dem Haßberg soll sich einst eine Burg (Haßburg) befunden haben, die aber komplett abgegangen ist.

## Wege
Der Jelení hora ist über einen Fußweg leicht zu erreichen, der von Süden aus auf den Gipfel führt. Als Ausgangspunkt bietet sich der Staudamm der Talsperre Preßnitz an, der Zugang ist in dem von einem dichten Netz aus Forststraßen erschlossenen Gebiet jedoch auch etwa von Výsluní im Südosten möglich.
Zudem bietet sich das auf deutscher Seite nahe gelegene Satzung als Ausgangspunkt an.